# Utricularia poconensis
Utricularia poconensis este o specie de plante carnivore din genul Utricularia, familia Lentibulariaceae, ordinul Lamiales, descrisă de E. Fromm-trinta. Conform Catalogue of Life specia Utricularia poconensis nu are subspecii cunoscute.